# Športno združenje Olympia
Športno združenje Olympia je amaterska športna organizacija slovenske narodne skupnosti v Italiji. Združenje je nastalo z namenom povezovanja slovenske mladine v športnih dejavnostih leta 1961 v Gorici, v katere regiji je društvo še danes najbolj dejavno. Društvo organizira dejavnosti v slovenskem športnem centru Mirko Špacapan, glavne dejavnosti so odbojka, atletika in smučanje.